# Tiristor
Tiristor je poluprovodnički elemenat koji se u elektroenergetici koristi u funkciji snažnog elektronskog prekidača. Naziv tiristor sadrži grčku reč thy - prekidač, dok ostatak reči označava pripadnost familiji tranzistora. Tiristor se još sreće pod nazivom SCR (Silicon Controlled Rectifier - silikonski upravljivi ispravljač).
Tiristor je četvoroslojni poluprovodnički elemenat koji ima tri spoljašnja priključka: anodu, katodu i gejt. To je u osnovi četvoroslojna dioda sa izvodom na trećem sloju, koji se označava sa G (eng. gate - kapija) i ima funkciju upravljačke elektrode. Naponom između gejta i katode UGK, odnosno strujom gejta IG moguće je uticati na vrednost probojnog napona direktne polarizacije Ubo između anode i katode UAK, pri kojem tiristor prelazi u provodno stanje.
Neki izvori definišu silikonski kontrolisani ispravljač (SCR) i tiristor kao sinonim. Drugi izvori definišu tiristore kao složenije uređaje koji sadrže najmanje četiri sloja naizmeničnog N-tipa i P-tipa supstrata.

## Uvod
Tiristor je četvoroslojni poluprovodnički uređaj sa tri terminala, pri čemu se svaki sloj sastoji od naizmeničnog materijala N-tipa ili P-tipa, na primer P-N-P-N. Glavni terminali, označeni anoda i katoda, nalaze se na sva četiri sloja. Kontrolni terminal, nazvan kapija, pričvršćen je za materijal p-tipa blizu katode. (Varijanta koja se zove SCS – prekidač kontrolisan silicijumom – dovodi sva četiri sloja do terminala.) Rad tiristora se može razumeti u smislu para čvrsto povezanih bipolarnih tranzistora, raspoređenih da izazovu samozatvaranje:
Tiristori imaju tri stanja:
1. Režim obrnutog blokiranja – napon se primenjuje u pravcu koji bi bio blokiran diodom
2. Režim blokiranja unapred – napon se primenjuje u pravcu koji bi prouzrokovao provodljivost diode, ali tiristor nije pokrenut u provodljivost
3. Režim vođenja unapred – Tiristor je pokrenut u provodljivost i ostaće provodljiv sve dok struja napred ne padne ispod granične vrednosti poznate kao „struja zadržavanja“

## Istorija
Silicijumski kontrolisan ispravljač (SCR) ili tiristor koji je predložio Vilijam Šokli 1950. godine, a zagovarali Moll i drugi u Belovim laboratorijama, razvijen je 1956. od strane inženjera energetike u Dženeral Elektriku (GE), na čelu sa Gordonom Holom, a komercijalizovan od strane Franka V. „Bil” Gucvajler. Institut inženjera elektrotehnike i elektronike prepoznao je pronalazak tako što je postavio ploču na mesto pronalaska u Klajdu, Njujork i proglasio ga IEEE istorijskom prekretnicom.

### Etimologija
Raniji cevni uređaj napunjen gasom nazvan tajratron pružao je sličnu mogućnost elektronskog prebacivanja, gde je mali kontrolni napon mogao da prebaci veliku struju. Iz kombinacije „THYRatron” i „transISTOR” je izveden izraz "tiristor".:12

## Aplikacije

### „Snubber” kola
Tiristori se mogu pokrenuti velikom brzinom porasta napona van stanja. Pri povećanju napona u isključenom stanju na anodi i katodi tiristora, doći će do toka naelektrisanja sličnog struji punjenja kondenzatora. Maksimalna brzina porasta napona u isključenom stanju ili dV/dt ocena tiristora je važan parametar jer ukazuje na maksimalnu brzinu porasta anodnog napona koja ne dovodi tiristor u provodljivost kada se ne primenjuje signal kapije. Kada tok naelektrisanja usled brzine porasta napona u isključenom stanju preko anode i katode tiristora postane jednak protoku naelektrisanja ubrizganog kada je kapija pod naponom, onda to dovodi do slučajnog i lažnog pokretanja tiristora što je nepoželjno.
Ovo se sprečava povezivanjem prigušivača otpornik-kondenzator (RC) između anode i katode kako bi se ograničio dV/dt (tj. brzina promene napona tokom vremena). Prigušivači su kola koja apsorbuju energiju koja se koriste za suzbijanje skokova napona izazvanih induktivnošću kola kada se prekidač, električni ili mehanički, otvori. Najčešći prigušivač je kondenzator i otpornik spojeni u seriju preko prekidača (tranzistora).

### HVDC prenos električne energije
Pošto savremeni tiristori mogu da prebacuju snagu na skali megavata, tiristorski ventili su postali srce konverzije visokonaponske jednosmerne struje (HVDC) u ili iz naizmenične struje. U domenu ove i drugih aplikacija velike snage,:12 i tiristori sa električnim (ETT) i svetlosnim (LTT) okidanjem su i dalje primarni izbor. Tiristori su raspoređeni u diodno premošćujuće kolo i radi smanjenja harmonika su povezani u seriju da formiraju 12-pulsni pretvarač. Svaki tiristor se hladi dejonizovanom vodom, a ceo aranžman postaje jedan od više identičnih modula koji formiraju sloj u višeslojnoj grupi ventila koja se naziva četvorostruki ventil. Tri takva snopa se obično montiraju na pod ili se okače sa plafona ventilske hale postrojenja za prenos na velike udaljenosti.

## Režimi kvara
Proizvođači tiristora generalno određuju region bezbednog paljenja definišući prihvatljive nivoe napona i struje za datu radnu temperaturu. Granica ovog regiona je delimično određena zahtevom da se ne prekorači maksimalna dozvoljena snaga kapije (PG), određena za dato trajanje okidačkog impulsa.

## Tiristori od silicijum karbida
Poslednjih godina, neki proizvođači su razvili tiristore koji koriste silicijum karbid (SiC) kao poluprovodnički materijal. Oni imaju primenu u okruženjima sa visokim temperaturama, budući da mogu da rade na temperaturama do 350 °C.

## Literatura
- Wintrich, Arendt; Nicolai, Ulrich; Tursky, Werner; Reimann, Tobias (2011). Application Manual Power Semiconductors 2011 (PDF) (2nd изд.). Nuremberg: Semikron. ISBN 978-3-938843-66-6. Архивирано из оригинала (PDF) 2013-09-16. г.
- Thyristor Theory and Design Considerations; ON Semiconductor; 240 pages; 2006; HBD855/D. (Free PDF download)
- Ulrich Nicolai, Tobias Reimann, Jürgen Petzoldt, Josef Lutz: Application Manual IGBT and MOSFET Power Modules, 1. Edition, ISLE Verlag, (1998)  3-932633-24-5. (Free PDF download)
- SCR Manual; 6th edition; General Electric Corporation; Prentice-Hall; 1979.
- „1960: Metal Oxide Semiconductor (MOS) Transistor Demonstrated”. The Silicon Engine: A Timeline of Semiconductors in Computers. Computer History Museum. Приступљено 31. 8. 2019.
- Majumdar, Gourab; Takata, Ikunori (2018). Power Devices for Efficient Energy Conversion. CRC Press. стр. 144, 284, 318. ISBN 9781351262316.
- Baliga, B. Jayant (2015). The IGBT Device: Physics, Design and Applications of the Insulated Gate Bipolar Transistor. William Andrew. стр. xxviii, 5—12. ISBN 9781455731534.
- Baliga, B. Jayant (1979). „Enhancement- and depletion-mode vertical-channel m.o.s. gated thyristors”. Electronics Letters. 15 (20): 645—647. Bibcode:1979ElL....15..645J. ISSN 0013-5194. doi:10.1049/el:19790459.
- „Advances in Discrete Semiconductors March On”. Power Electronics Technology. Informa: 52—6. септембар 2005. Архивирано (PDF) из оригинала 22. 3. 2006. г. Приступљено 31. 7. 2019.
- Baliga, B.J.; Adler, M.S.; Gray, P.V.; Love, R.P.; Zommer, N. (1982). „The insulated gate rectifier (IGR): A new power switching device”. 1982 International Electron Devices Meeting. стр. 264—267. S2CID 40672805. doi:10.1109/IEDM.1982.190269.
- Baliga, B.J. (1983). „Fast-switching insulated gate transistors”. IEEE Electron Device Letters. 4 (12): 452—454. Bibcode:1983IEDL....4..452B. S2CID 40454892. doi:10.1109/EDL.1983.25799.
- Nakagawa, Akio; Ohashi, Hiromichi; Tsukakoshi, Tsuneo (1984). „High Voltage Bipolar-Mode MOSFET with High Current Capability”. Extended Abstracts of the 1984 International Conference on Solid State Devices and Materials. doi:10.7567/SSDM.1984.B-6-2.
- Scharf, B.; Plummer, J. (1978). A MOS-controlled triac device. 1978 IEEE International Solid-State Circuits Conference. Digest of Technical Papers. XXI. стр. 222—223. S2CID 11665546. doi:10.1109/ISSCC.1978.1155837.
- Nakagawa, A.; Ohashi, H.; Kurata, M.; Yamaguchi, H.; Watanabe, K. (1984). „Non-latch-up 1200V 75A bipolar-mode MOSFET with large ASO”. 1984 International Electron Devices Meeting. стр. 860—861. S2CID 12136665. doi:10.1109/IEDM.1984.190866.
- Shenai, K. (2015). „The Invention and Demonstration of the IGBT [A Look Back]”. IEEE Power Electronics Magazine. 2 (2): 12—16. ISSN 2329-9207. S2CID 37855728. doi:10.1109/MPEL.2015.2421751.
- „NIHF Inductee Bantval Jayant Baliga Invented IGBT Technology”. National Inventors Hall of Fame. Приступљено 17. 8. 2019.
- Russell, J.P.; Goodman, A.M.; Goodman, L.A.; Neilson, J.M. (1983). „The COMFET—A new high conductance MOS-gated device”. IEEE Electron Device Letters. 4 (3): 63—65. Bibcode:1983IEDL....4...63R. S2CID 37850113. doi:10.1109/EDL.1983.25649.
- Goodman, A.M.; Russell, J.P.; Goodman, L.A.; Nuese, C.J.; Neilson, J.M. (1983). „Improved COMFETs with fast switching speed and high-current capability”. 1983 International Electron Devices Meeting. стр. 79—82. S2CID 2210870. doi:10.1109/IEDM.1983.190445.
- Baliga, B.Jayant (1985). „Temperature behavior of insulated gate transistor characteristics”. Solid-State Electronics. 28 (3): 289—297. Bibcode:1985SSEle..28..289B. doi:10.1016/0038-1101(85)90009-7.

## Spoljašnje veze
- The Early History of the Silicon Controlled Rectifier – by Frank William Gutzwiller (of G.E.)
- THYRISTORS – from All About Circuits
- Universal thyristor driving circuit
- Thyristor Resources (simpler explanation)
- Thyristors of STMicroelectronics
- Thyristor basics Архивирано 2013-04-15 на сајту